# Südafrikanische Cricket-Nationalmannschaft in Pakistan in der Saison 2020/21
Die Tour der südafrikanischen Cricket-Nationalmannschaft nach Pakistan in der Saison 2020/21 fans vom 26. Januar bis zum 14. Februar 2021 statt. Die internationale Cricket-Tour war Bestandteil der Internationalen Cricket-Saison 2020/21 und umfasste zwei Tests und drei Twenty20s. Die Tests waren Teil der ICC World Test Championship 2019–2021. Pakistan gewann die Test-Serie 2–0 und die Twenty20-Serie 2–1.

## Vorgeschichte
Pakistan spielte zuvor eine Tour in Neuseeland, Südafrika gegen Sri Lanka. Das letzte Aufeinandertreffen der beiden Mannschaften bei einer Tour fand in der Saison 2013/14 in Südafrika statt.

## Stadien
Die folgenden Stadien wurden für die Austragung der Tour vorgesehen.
| Stadion                    | Stadt      | Kapazität | Spiele      |
| -------------------------- | ---------- | --------- | ----------- |
| National Stadium           | Karachi    | 34.228    | 1. Test     |
| Gaddafi Stadium            | Lahore     | 60.000    | 1. – 3. T20 |
| Rawalpindi Cricket Stadium | Rawalpindi | 25.000    | 2. Test     |

## Kaderlisten
Pakistan benannte seinen Test-Kader am 15. Januar 2021.
Südafrika benannte seinen Test-Kader am 8. Januar 2021.

## Tests

### Erster Test in Karachi
| 26. – 29. Januar Scorecard | Karachi | Südafrika 220 (69.2) & 245 (100.3) | – | Pakistan 378 (119.2) & 90-3 (22.5) |
|                            |         | Pakistan gewinnt mit 7 Wickets     |   |                                    |

Südafrika gewann den Münzwurf und entschied sich als Schlagmannschaft zu beginnen. Von den südafrikanischen Eröffnungs-Schlagmännern konnte sich Dean Elgar etablieren, der von mehreren batsman mit zweistelligen Runzahlen begleitet wurde, am wichtigsten Faf du Plessis mit 23 Runs. Als Elgar nach 58 Runs ausschied, konnten George Linde mit 35 Runs und Kagiso Rabada mit 21* Runs Südafrika zu insgesamt 220 Runs verhelfen. Bester Bowler für Südafrika war Yasir Shah mit 3 Wickets für 54 Runs. Pakistan verlor vier schnelle Wickets, bevor Azhar Ali und Fawad Alam mit jeweils 5* Runs beim Stand von 33/4 den ersten Tag beendeten. Am zweiten Tag konnten beide Spieler sich halten, und als Ali nach einem Fifty über 51 Runs ausschied, folgte ihm Mohammad Rizwan mit 33 Runs. Der hin einkommende Faheem Ashraf ermöglichte mit Alam eine 102 Run Partnership, bevor Alam mit 109 Runs in 245 Bällen ausschied. Kurz darauf fiel auch Ashraf mit 64 Runs und der Tag endete beim Stand von 308/8. Zu Beginn des dritten Tages konnten die verbliebenen Batsman Hasan Ali (21* Runs), Nauman Ali (24 Runs) und Yasir Shah (38 Runs) Pakistan auf 378 Runs erhöhen und somit einen Vorsprung von 158 Runs erspielen. Beste südafrikanische Bowler waren Kagiso Rabada mit 3 Wickets für 7 Runs und Keshav Maharaj mit 3 Wickets für 90 Runs. In der südafrikanischen Antwort konnten Aidan Markram sich zunächst etablieren. Er wurde unter anderem begleitet von Dean Elgar mit 29 Runs und Rassie van der Dussen mit 64 Runs. Als Markram mit 74 Runs sein Wicket verlor, endete der Tag kurze Zeit später beim Stand von 187/4. Am vierten Tag war es Temba Bavuma der mit 40 Runs Südafrika auf einen Stand von 245 Runs zum Innings-Ende führte und damit eine Vorgabe von 88 Runs für Pakistan setzte. Beste Pakistanische Bowler waren Nauman Ali mit 5 Wickets für 35 Runs und Yasir Shah mit 4 Wickets für 79 Runs. Pakistan verlor zunächst zwei schnelle Wickets, bevor Azhar Ali mit 31* Runs und Kapitän Babar Azam mit 30 Runs maßgeblich daran beteiligt waren die Vorgabe einzuholenund im 23. Over zu erreichen. Bester südafrikanischer Bowler war Anrich Nortje mit 2 Wickets für 24 Runs. Als Spieler des Spiels wurde Fawad Alam ausgezeichnet.

### Zweiter Test in Rawalpindi
| 4. – 8. Februar Scorecard | Rawalpindi | Pakistan 272 (114.3) & 298 (102) | – | Südafrika 201 (65.4) & 274 (91.4) |
|                           |            | Pakistan gewinnt mit 95 Runs     |   |                                   |

Pakistan gewann den Münzwurf und entschied sich als Schlagmannschaft zu beginnen. Als Spieler des Spiels wurde Hasan Ali ausgezeichnet.

## Twenty20 Internationals

### Erstes Twenty20 in Lahore
| 11. Februar Scorecard | Lahore | Pakistan 169-6 (20)         | – | Südafrika 166-6 (20) |
|                       |        | Pakistan gewinnt mit 3 Runs |   |                      |

Pakistan gewann den Münzwurf und entschied sich als Schlagmannschaft zu beginnen. Als Spieler des Spiels wurde Mohammad Rizwan ausgezeichnet.

### Zweites Twenty20 in Lahore
| 13. Februar Scorecard | Lahore | Pakistan 144-7 (20)             | – | Südafrika 145-4 (16.2) |
|                       |        | Südafrika gewinnt mit 6 Wickets |   |                        |

Südafrika gewann den Münzwurf und entschied sich als Feldmannschaft zu beginnen. Als Spieler des Spiels wurde Dwaine Pretorius ausgezeichnet.

### Drittes Twenty20 in Lahore
| 14. Februar Scorecard | Lahore | Südafrika 164-8 (20)           | – | Pakistan 169-6 (18.4) |
|                       |        | Pakistan gewinnt mit 4 Wickets |   |                       |

Pakistan gewann den Münzwurf und entschied sich als Feldmannschaft zu beginnen. Als Spieler des Spiels wurde 
Mohammad Nawaz ausgezeichnet.

## Statistiken
Die folgenden Cricketstatistiken wurden bei dieser Tour erzielt.

## Auszeichnungen

### Player of the Series
Als Player of the Series wurden der folgende Spieler ausgezeichnet.
| Serie    | Player of the Series |
| -------- | -------------------- |
| Test     | Mohammad Rizwan      |
| Twenty20 | Mohammad Rizwan      |

### Player of the Match
Als Player of the Match wurden die folgenden Spieler ausgezeichnet.
| Spiel       | Player of the Match |
| ----------- | ------------------- |
| 1. Test     | Fawad Alam          |
| 2. Test     | Hasan Ali           |
| 1. Twenty20 | Mohammad Rizwan     |
| 2. Twenty20 | Dwaine Pretorius    |
| 3. Twenty20 | Mohammad Nawaz      |